# 于醒
于醒（1923年—），又名于瑞熙，山东乳山市小孤山村人。中华人民共和国政治人物。

## 生平
1943年4月，加入中国共产党，参加革命工作后，历任乳山县南黄区区委书记，东海地委秘书科副科长，文登地委办公室副主任，中共文登地委、莱阳地委副秘书长。1957年12月，任莱阳县委书记处书记。1963年7月至1965年7月，任中共莱阳县委书记。后调任贵州省铜仁地委秘书长，铜仁地区工业局局长，烟台市委（现芝罘区）副书记。1983年12月离休。